# Palmorchis caxiuanensis
Palmorchis caxiuanensis är en orkidéart som beskrevs av Rocha, S.S.Almeida och Gilberto de Freitas. Palmorchis caxiuanensis ingår i släktet Palmorchis och familjen orkidéer. Inga underarter finns listade i Catalogue of Life.